# Goran Janus
Goran Janus, slovenski smučarski skakalec in trener, * 27. marec 1970, Ljubljana.
Janus je v skokih aktivno nastopal med letoma 1989 in 1999. Po solidni tekmovalni karieri se je posvetil vlogi trenerja in je po sedemletnem mandatu glavnega trenerja od marca 2018 športni direktor slovenske moške reprezentance v smučarskih skokih. 

## Tekmovalna kariera

### Ekipni mladinski podprvak 1989
17. marca 1989 je bil v skakalni ekipi, ki je na mladinskem svetovnem prvenstvu v Vang b/Hamarju na norveškem osvojila srebrno medaljo.

### Svetovni pokal
Janus je na tekmah svetovnega pokala debitiral v sezoni 1989/90 v Saporu, ko je zasedel 24. mesto in se prvič uvrstil med dobitnike točk. Najboljši rezultat kariere je osvojil z osmim mestom na tekmi v Bad Mitterndorfu v sezoni 1991/92. Skupno je trinajstkrat osvojil točke svetovnega pokala. Leta 1991 je nastopil na Svetovnem prvenstvu, kjer je osvojil 22. mesto na večji in 46. mesto na srednji skakalnici. Leta 1992 pa je na Svetovnem prvenstvu v smučarskih poletih osvojil 26. mesto v Harrachovu. Leta 1997 je na Planiški velikanki kot predtekmovalec dosegel daljavo 205,5 m, kar je bil slovenski rekord in prvi skok slovenskega skakalca v Planici prek 200 m.

## Trenerska kariera

### Pomočnik reprezentance
Po koncu tekmovalne kariere se je posveti trenerstvu. Najprej je od leta 1999 deloval kot pomočnik glavnega trenerja Matjaža Zupana v slovenski reprezentanci. 

### Glavni trener Slovenije
Pred sezono 2011/12 je na mestu glavnega trenerja zamenjal Matjaža Zupana, ki je odstopil.
Pod njegovim vodstvom so slovenski tekmovalci doživeli rezultatski preporod in nanizali vrsto vrhunskih uspehov. Tekmovalcem kot so Robert Kranjec in Jernej Damjan so se pridružili še Jurij Tepeš in predvsem Peter Prevc, katerega izjemne uspehe je Janus napovedoval že vnaprej. 
27. marca 2018 ga je zbor za skoke in nordijsko kombinacijo pri Smučarski zvezi Slovenije po dveh slabših sezonah odstavil z mesta glavnega trenerja in imenoval za športnega direktorja slovenske reprezentance v smučarskih skokih, na mestu glavnega trenerja ga je zamenjal Gorazd Bertoncelj.